# Narosodes metatroga
Narosodes metatroga là một loài bướm đêm thuộc phân họ Arctiinae, họ Erebidae.